# Gerardo Ottani
Gerardo Ottani (Greco Milanese, 3 marzo 1909 – Bologna, 17 dicembre 1997) è stato un calciatore italiano, di ruolo centrocampista.

## Carriera
Giocò in Serie A con il Bologna.

## Palmarès

### Club

#### Competizioni nazionali
- Campionato italiano: 2

Bologna: 1928-1929, 1935-1936

#### Competizioni internazionali
- Coppa dell'Europa Centrale: 2

Bologna: 1932, 1934